# Sư tử, đại bàng và gà gô
Sư tử, đại bàng và gà gô (tiếng Nga: Львы, орлы и куропатки), hay Người đàn bà tôn sùng (tiếng Nga: Поклонница) là một bộ phim về cuộc đời nhà văn Anton Chekhov của đạo diễn Vitaly Melnikov, ra mắt lần đầu năm 2012.

## Nội dung
Truyện phim kể về mối tình lãng mạn của nhà văn trẻ Anton Chekhov (Kirill Pirogov) với phu nhân Lydia Avilova (Svetlana Ivanova).

## Diễn viên
- Kirill Pirogov... Anton Chekhov
- Svetlana Ivanova[2]... Lydia Avilova
- Oleg Tabakov... Nikolai Leykin
- Ivan Krasko... Lev Tolstoy
- Oleg Andreyev... Mikhail Avilov (chồng Lydia)
- Artyom Yakovlev... Alex
- Svetlana Kryuchkova... Một nhà văn ở Hội văn học Sankt-Peterburg
- Oksana Mysina... Một nhà thơ ở Hội văn học Sankt-Peterburg
- Aleksey Devotchenkoritik... Một nhà phê bình ở Hội văn học Sankt-Peterburg
- Vladimir Kolganov... Konstantin Stanislavsky
- Zoya Buryak
- Liza Burkova... Con gái Lydia
- Olga Samoshina
- Maria Zhilchenko

## Ê-kíp
- Thiết kế sản xuất: Aleksandr Zagoskin